# Wohn- und Wirtschaftsgebäude Osterende 46

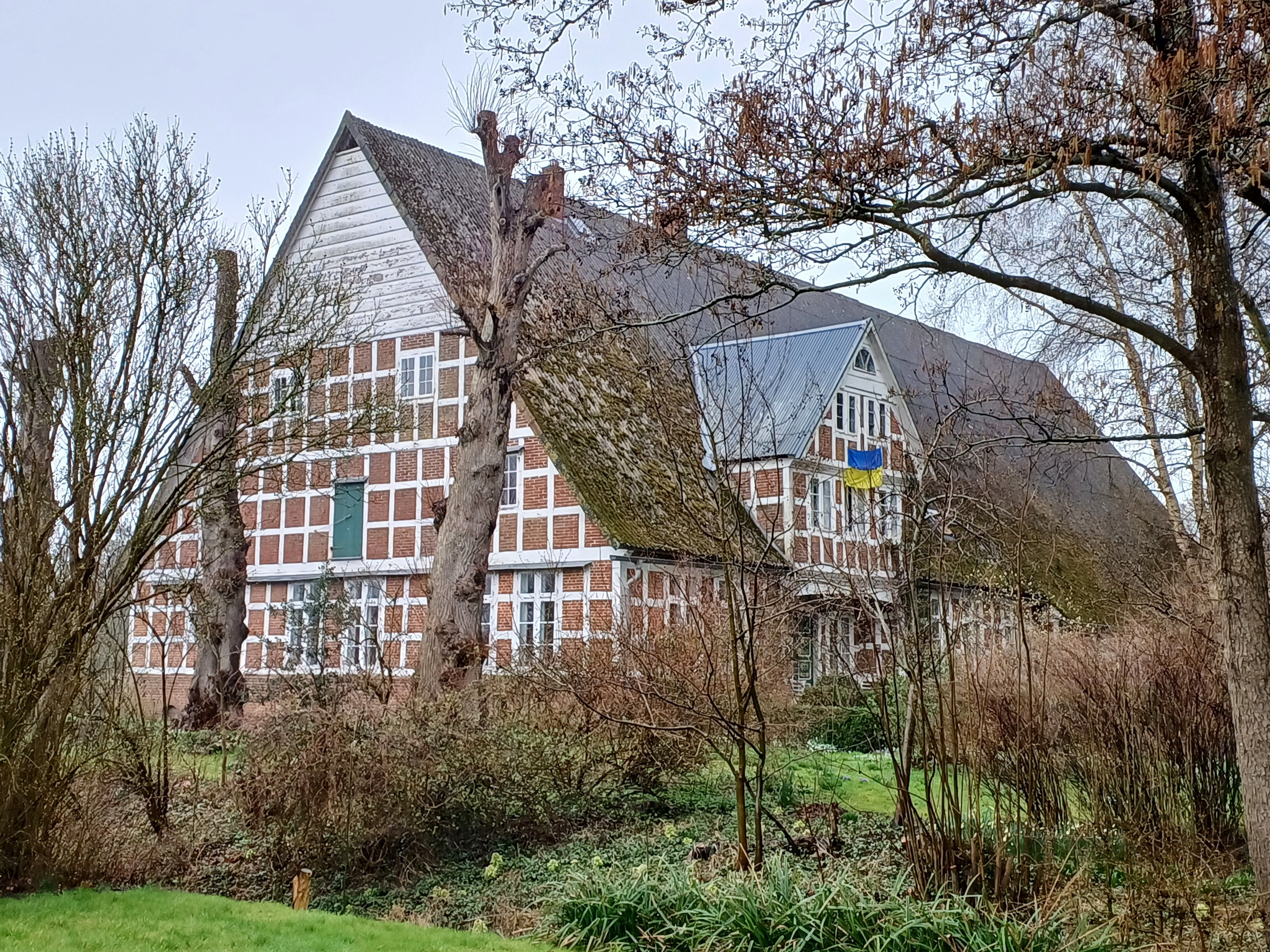
West- und Südfassade (2023)

Das Wohn- und Wirtschaftsgebäude Osterende 46 in der niedersächsischen Samtgemeinde Land Hadeln, Ortsteil Belum-Kehdingbruch, im Landkreis Cuxhaven, stammt aus der Mitte des 19. Jahrhunderts. Aktuell (2024) wird es  gewerblich genutzt.
Das Gebäude steht unter Denkmalschutz (siehe auch Liste der Baudenkmale in Belum).

## Beschreibung
Das eingeschossige traufständige Gebäude als Zweiständer-Hallenhaus in gleichmäßigem Fachwerk mit Steinausfachungen, mit Satteldach, einem ungewöhnlichen großen südlichen Dachhaus und am Wirtschaftsgiebel mit Uhlenloch der Grooten Door mit Segmentbogen sowie mit regionaltypischen senkrechten Verbretterungen in den beiden oberen Giebeldreiecken, stammt von um 1860.
Das Landesdenkmalamt befand u. a.: „… regionstypisches Hallenhaus der zweiten Hälfte des 19. Jahrhunderts ….“